# Patricia J. Williams
Patricia J. Williams (Boston, 28 de agosto de 1951) é uma jurista e intelectual afro-americana defensora da Critical Race Theory (teoria crítica da raça). Também é escritora com ênfase nas áreas de raça, gênero e direito e foi colunista da The Nation.

## Biografia
Patricia Joyce Williams nasceu em 28 de agosto de 1951, na cidade de Boston. Filha de Ruth Williams e Isaiah Williams, e tem um filho chamado Peter.
Se formou no ensino médio em 1969 pela Girls' Latin School. Fez bacharelado na Wellesley College e mestrado em direito James L. Dohr na Harvard, se formando em 1975.
Entre os anos de 1975 e 1978, Williams trabalhou como procuradora-adjunta no Escritório da Procuradoria de Los Angeles, concentrando-se na defesa do consumidor. Em 1978, atuou como advogada na Western Center on Law and Poverty (Centro Ocidental de Direito e Pobreza). Entre os anos de 1980 e 1984, foi professora assistente na Escola de direito da Universidade Golden Gate e depois foi professora associada da Escola de direito da Universidade de Nova York. Entre os anos de 1988 e 1993, trabalhou como professora na Escola de direito da Universidade Wisconsin. Entre 1991 e 2019, ensinou contratos, defesa do consumidor e teorias da igualdade na Escola de direito da Universidade Columbia. E em 2019, passou a trabalhar na Escola de direito e no departamento de Filosofia e Religião da Universidade de Northeastern.
Em 1987, Williams apresentou trabalhos de sua obra Alchemical Notes: reconstructing ideals from deconstructed rights na 10ª Conferência do Coletivo, de tema “Racismo e Direito”. Esses trabalhos tiveram uma grande contribuição para a conferência. No ano de 1995, escreveu e narrou o documentário That Rush!, dirigido por Isaac Julien.

## Prêmios
- Romnes Endowment for Excellence[1]
- Alumnae Achievement Award[1]
- Graduate Society Medal[1]
- Pioneer of Civil and Human Rights Award[1]
- Bruce K. Gould Book Award[1]
- Exceptional Merit Media Award[1]
- MacArthur Genius Grant[1]

## Obras
- The Alchemy of Race and Rights: A Diary of a Law Professor (1991)[2]
- The Rooster’s Egg (1995)[2]
- Seeing a Color-Blind Future: The Paradox of Race (1997)[2]
- Open House: On Family, Food, Piano Lessons, The Search for a Room of My Own (2004)[5]